# Zoltán Demján
Zoltán Demján (* 20. dubna 1955 v Bratislavě) je slovenský horolezec, manažer a člen předsednictva Mezinárodní horolezecké federace. V roce 1984 se stali společně s Jozefem Psotkou prvními obyvateli tehdejšího Československa, kteří stanuli na nejvyšším vrcholu Země.
Vystudoval geologii na Přírodovědecké fakultě Univerzity Komenského v Bratislavě. Zdolal mnoho vrcholů v Tatrách, Alpách, Pamíru, Ťan-šanu, Patagonii či Himálaji.
Z Bratislavy se se svou ženou Zuzanou přestěhovali na vesnici, do nového roubeného domu z borovicového dřeva v obci Prašník, kde oba v podkroví pracují jako psychologové manažerů. Na jeho stavbu byly použity také části z původního domu.
Ve filmovém dokumentu Jagavá púť Lhoce Šar z roku 1984 byly použity záběry Zoltána Demjána a Josefa Rakoncaje, natočené 8mm kamerami při výstupu na Lhoce Šar. Mezi jinými ve snímku vystupuje i Demján.

## Výstupy na osmitisícovky
- 1984 – Mount Everest (8849 m n. m.) (bez kyslíku)
- 1984 – Lhoce Šar (8383 m n. m.) (jeden z vrcholů masívu Lhoce)
- 1986 – Dhaulágirí (8167 m n. m.) – oceněno jako nejhodnotnější himálajský výstup v roce 1988